# Preston Griffall
Preston Griffall (auch Yukio Griffall; * 6. Juni 1984 in Salt Lake City) ist ein ehemaliger US-amerikanischer Rennrodler.

## Sportliche Entwicklung und Erfolge
Preston Griffall betreibt seit 1995 Rodelsport. Er trat von 1999 bis 2007 mit seinem Partner Dan Joye im Doppelsitzer an, später mit Matt Mortensen als Untermann. In den Jahren 2002 und 2003 gewannen das Duo sowohl den Titel des Juniorenweltmeisters als auch die Gesamtwertung des Junioren-Weltcups. 2003 wurden sie zudem US-Meister, 2005 belegten sie den zweiten Rang bei den Meisterschaften. Größter Erfolg war die Teilnahme an den Olympischen Spielen 2006 von Turin, wo Griffall mit seinem Partner Joye den achten Platz belegte. Ein Jahr zuvor erreichten sie ihre beste Platzierung bei einer Weltmeisterschaft: In Park City wurden sie Sechste. Bestes Ergebnis im Gesamtweltcup war ein neunter Rang in der Saison 2004/05, bestes Weltcupergebnis ein dritter Platz mit dem Team in Königssee eine Saison darauf.
Im Jahr 2005 trat Griffall mit Garon Thorne bei den Junioren-Weltmeisterschaften an, diese Zusammenarbeit wurde jedoch nicht fortgesetzt.
Ab 2007 kam als Copilot der 1985 in Staat New York geborene US-Amerikaner Matt Mortensen in den Schlitten. Das neue Rennduo wurde 2009, 2010 und 2013 wieder US-Meister. Sie belegten beim Weltcup-Rennen 2011 in Calgary den dritten Platz, 2013 beim Weltcup in Lake Placid den sechsten Platz. Ebenfalls 2013 wurden sie Silbermedaillengewinner im Staffel-Team mit Julia Clukey und Chris Mazdzer.
Bei den Olympischen Winterspielen in Sotschi kam Griffall mit Matt Mortensen auf den 14. Rang.